# Liste der Naturdenkmale in Altstrimmig
Die Liste der Naturdenkmale in Altstrimmig nennt die im Gemeindegebiet von Altstrimmig im rheinland-pfälzischen Landkreis Cochem-Zell ausgewiesenen Naturdenkmale (Stand 25. März 2024).

## Naturdenkmale
| Nr.         | Bezeichnung      | Lage                                        | Beschreibung                               | Bild                                    |
| ----------- | ---------------- | ------------------------------------------- | ------------------------------------------ | --------------------------------------- |
| ND-7135-422 | Wacholderfläche  | südlich des Ortes; Abteilung Zimscheid Lage | Wacholderheide; flächenhaftes Naturdenkmal | Direkt Bild zu diesem Denkmal hochladen |
| ND-7135-423 | Wacholderbestand | südwestlich des Ortes; Abteilung Horst Lage | Wacholderheide; flächenhaftes Naturdenkmal | Direkt Bild zu diesem Denkmal hochladen |